# Dějiny Subotice
Dějiny Subotice sahají do dob středověku, historický vývoj města lze na základě dochovaných dokumentů vysledovat od odchodu Turků v roce 1697.

## Raná historie
Místo dnešní Subotice bylo pravděpodobně osídleno po tatarských nájezdech na konci 12. a začátku 13. století. Poprvé je zmiňováno v roce 1391. První zaznamenaný název města zněl Zabatka. V polovině 15. století mělo status nejníže postaveného města v rámci systému práv pro jednotlivá města v Uhrách. Roku 1499 je připomínáno jako pevnost v Bodrogské župě. V 16. století byl jeho správcem Valentin Terek. Do 16. století byla Subotica součást středověkého Uherska, poté (1542) ji obsadili Turci. V souladu s tím část tehdejšího katolického obyvatelstva z města utekla na sever, pryč z Osmany ovládaných území. Řada z nich odešla na území dnešního Slovenska.

## Turecká nadvláda
Do regionu Bačka (dřívější uherské župy), jejíž součástí je i město Subotica, se v období turecké správy města začalo přistěhovávat slovanské obyvatelstvo. Subotica byla pod tureckými vládci centrem náchie a sídlily zde některé turecké soudy, vojenská velitelství a správní orgány. Administrativně bylo město součástí Segedínského sandžaku.
Turečtí cestovatelé město popsali jako "nacházející se uprostřed neosídleného kraje a nekonečné roviny". Město tehdy mělo 140 domů, v jeho okolí se nacházela řada zahrad a vinic. Do Subotice postupně přicházeli lidé z celého Turecka, příslušníci různých porobených národů říše. Z jihu se stěhovalo pravoslavné obyvatelstvo (Srbové). V letech 1580–1582 bylo ve městě 49 srbských domů. Turci v Subotici zůstali až do roku 1686.

## Rakouská správa města

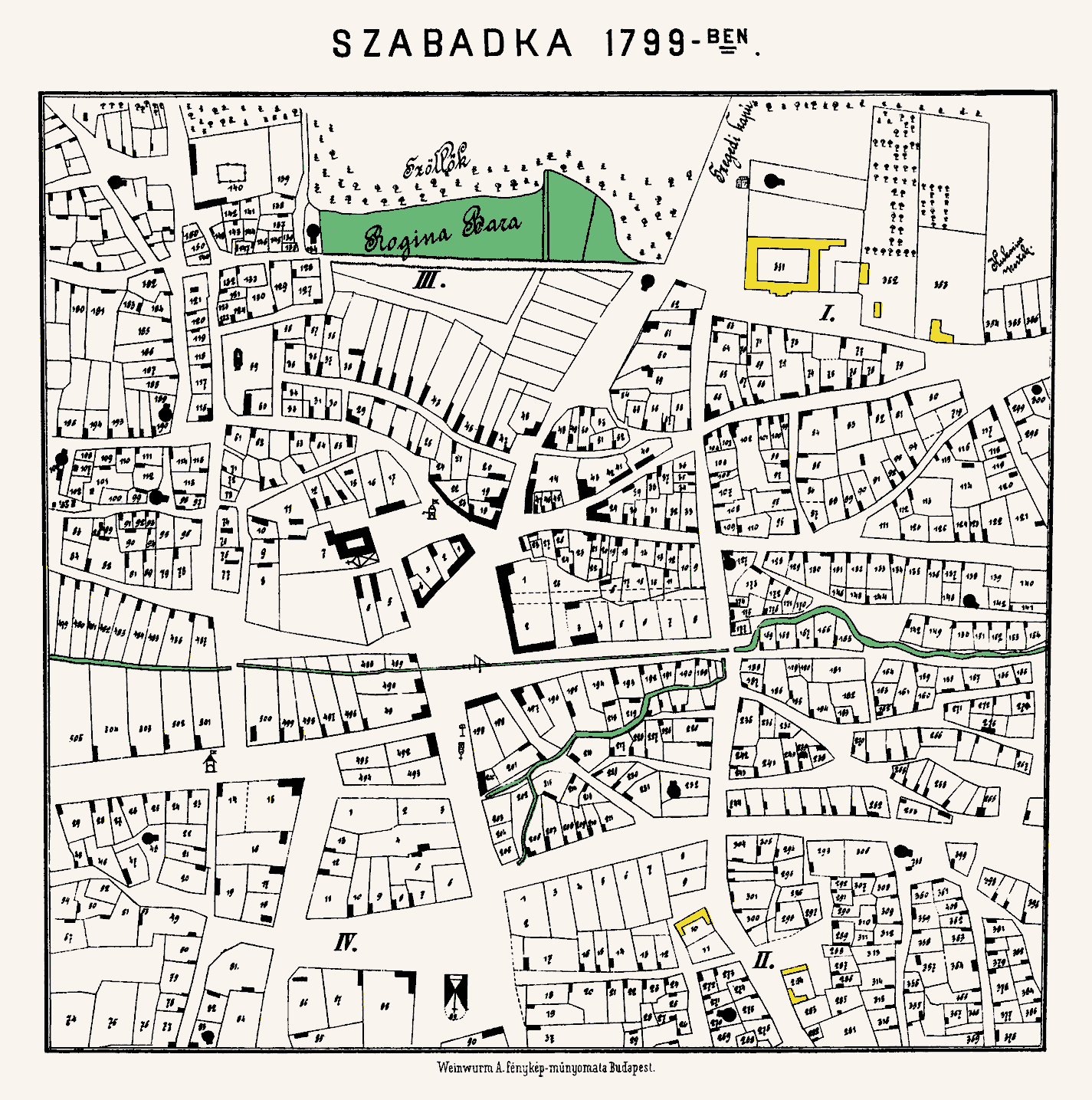
Střed města v roce 1799.

V jednom z dochovaných dokumentů z let 1740–1741 je připomínán boj místního obyvatelstva ve válce mezi Rakouskem a Tureckem v letech 1735–1739. Po skončení války získala Subotica statut privilegovaného města. Obyvatelstvo Subotice bylo osvobozeno od řady daní, ale muselo platit výdaje na správu pohraničních vojenských posádek.
Po příchodu Rakušanů nastal náhlý rozvoj Subotice. Stala se součástí tzv. Potiské vojenské hranice. Do města začali přicházet noví kolonisté. V roce 1687 to bylo celkem okolo 5 000 Bunjevců, pravděpodobně z oblasti Dalmácie nebo Bosny. Na začátku 18. století jejich příchod  kulminoval a stali se většinovým etnikem ve městě.
V roce 1709 Subotici napadla epidemie moru, která se vrátila ještě v letech 1738 a 1741.
Vojenská hranice byla zrušena v roce 1743 a za zásluhy místních vojáků a obránců před Turky město získalo status regionálního centra s názvem Szent Mária. Ve městě se směly konat jednou týdně trhy. V souvislostí s kolonizací dolních Uher po odchodu Turků začali docházet do Subotice noví obyvatelé ze zbytku říše, především Maďaři, Slováci a Němci.
Integrace města do Habsburské monarchie a zrušení vojenské hranice vyvolalo nespokojenost mezi místním pravoslavným slovanským obyvatelstvem a jeho následný odchod. Místní úřady vydaly nařízení že kdo nechce žít pod místní civilní správou se musí vystěhovat do dalších oblastí, které jsou i nadále součástí vojenské hranice (dále na jihu, směrem k řekám Dunaji a Sávě. Směrem na jih odešlo do roku 1747 celkem 315 rodin pravoslavného vyznání. Někteří se později nakonec zpět do Subotice vrátili. Určitá část pravoslavného obyvatelstva odešla také do Ruska v souvislosti s kolonizací dnešní východní Ukrajiny.

## Svobodné královské město
Po několika neúspěšných žádostech u císařského dvora získala Subotica dne 22. ledna 1779 status svobodného a královského města a nové jméno Maria Theresiopolis. Získala právo konání trhů dvakrát do týdne. Díky tomu se stala atraktivní pro další dosídlence; puszta v jeho okolí byla rozprodána sedlákům a rozorána na pole.
V roce 1747 zde byla otevřena první škola, roku 1766 první starobinec, v roce 1766 se nedaleká vesnice Palić stala cílem návštěv místních měšťanů. Roku 1844 byla v Subotici otevřena první tiskárna a první noviny začaly vycházet v roce 1848].
Během maďarské revoluce byla ve Sremských Karlovcích při tzv. květnové skupštině vyhlášena Srbská vojvodina, která měla zahrnovat i zhruba 100 km vzdálenou Subotici. Srbští ozbrojenci však nedokázali nikdy město obsadit. Většina Srbů, Chorvatů a dalších Slovanů žijících ve městě nesouhlasila s maďarskou revolucí, Bunjevci však stáli na straně povstalců.

## Druhá polovina 19. století a začátek 20. století

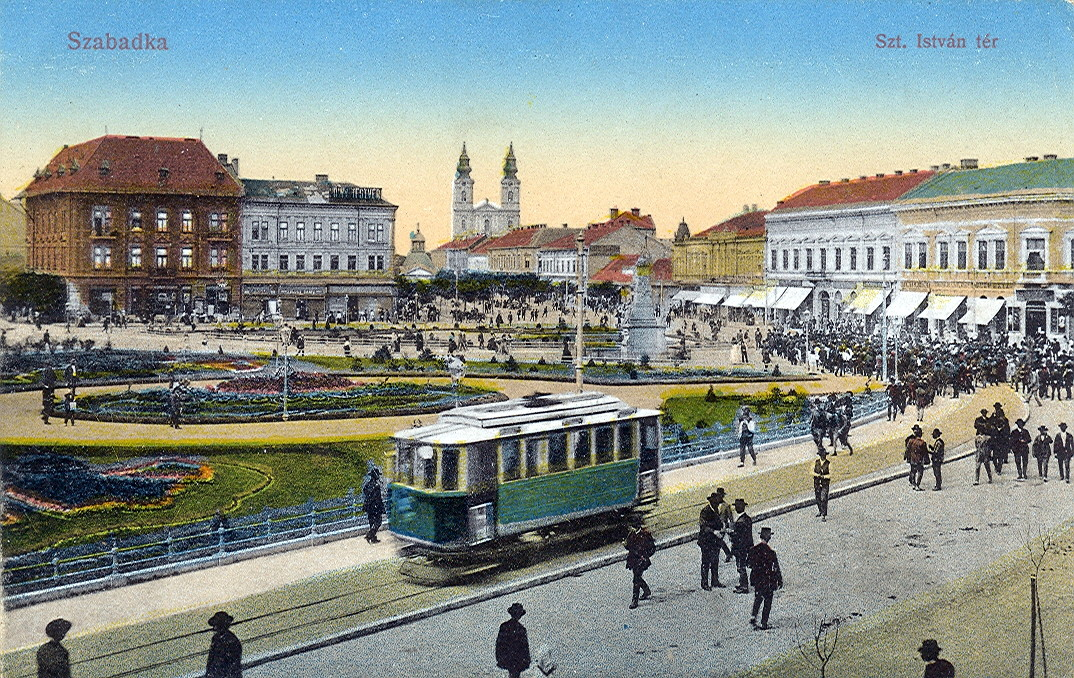
Subotica na přelomu 19. a 20. století.

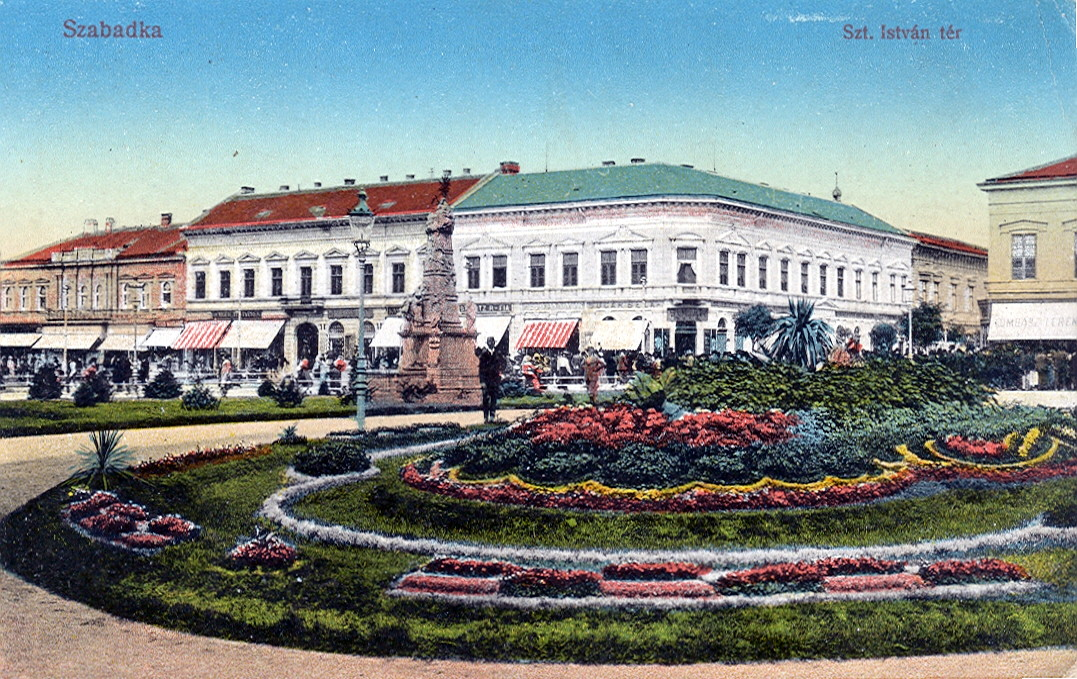
Město na počátku 20. století.

Zatímco v roce 1836 žilo v Subotici 32 984 obyvatel, roku 1850 to bylo již 48 126. V roce 1910 ve městě žilo 91 610 obyvatel.
V roce 1869 získalo město napojení na uherskou železniční síť. Ze Subotice bylo možné cestovat do Budapešti (směrem na sever) a do Rijeky, která byla klíčovým uherským přístavem. Roku 1882 byla zprovozněna i trať do Zemunu na hranici se srbským královstvím. Skutečnost, že se město stalo železničním uzlem, přilákala řadu podnikatelů a investorů. V roce 1878 zde byla otevřena cihelna, v roce 1896 byla zprovozněna elektrárna a začala elektrifikace celého města. Jen o rok později zahájila provoz tramvajová doprava. Řada z těchto událostí se stala v souvislosti s oslavami tisíciletí příchodů Maďarů do Karpatské kotliny. Ve městě bylo zbudováno také spoustu staveb v duchu tehdejší uherské secese.
Místní divadlo bylo dokončeno v roce 1854, roku 1868 byla zprovozněna místní hudební škola. V roce 1910 získalo město i první kino.

## Království Jugoslávie
V závěru první světové války byl vyhlášen Stát Slovinců, Chorvatů a Srbů, jehož součástí se stala i část dolních Uher, včetně města Subotica. 10. listopadu 1918 se zde uskutečnil Bunjevecko-srbský sjezd, který ustanovil národní radu v čele s kompromisním Šimem Milodanovićem, bývalým rakousko-uherským plukovníkem. Nedlouho poté město opustila rakousko-uherská armáda a 13. listopadu město obsadila armáda srbského království. Představitelé národní rady později vojsko přivítali. Zatímco srbské obyvatelstvo vnímalo pád monarchie jako osvobození, pro Maďary se jednalo o národní katastrofu.[zdroj?]
Vojenským správcem města se stal plukovník Vladislav Krupežević a byla kompletně obměněna sestava místní samosprávy, starostou Subotice byl dne 20. listopadu jmenován Stipan Matijević. O pět dní později na Velké lidové skupštině v Novém Sadu zástupci z řady míst dnešní Vojvodiny formálně vyhlásili odtržení regionu od Uher a jeho připojení k budoucímu jugoslávskému království. Nové hranice po první světové válce potvrdila jednání na Pařížské mírové konferenci v roce 1919.
V Subotici bylo na počátku 20. let ustanoveno jedno z ředitelství Jugoslávských železnic, které dohlíželo na rozsáhlý program obnovy válkou poškozených tratí na území dnešní Vojvodiny.
Od listopadu 1918 do roku 1922 byla Subotica administrativně součástí oblasti Banát, Bačka a Baranja. Od roku 1929 poté spadala do tzv. Dunajské bánoviny. Podle sčítání lidu z roku 1921 ve městě žilo 90 961 obyvatel. Po Bělehradu a Záhřebu se jednalo v 20. letech 20. století o třetí největší město na území tehdejší Jugoslávie. Díky tomu, že se však stalo pohraničním městem, ztratilo řadu obchodních příležitostí se zbytkem Uher. Ekonomický rozvoj, který byl tolik typický pro přelom 19. a 20. století, tak velmi rychle skončil.

## Druhá světová válka

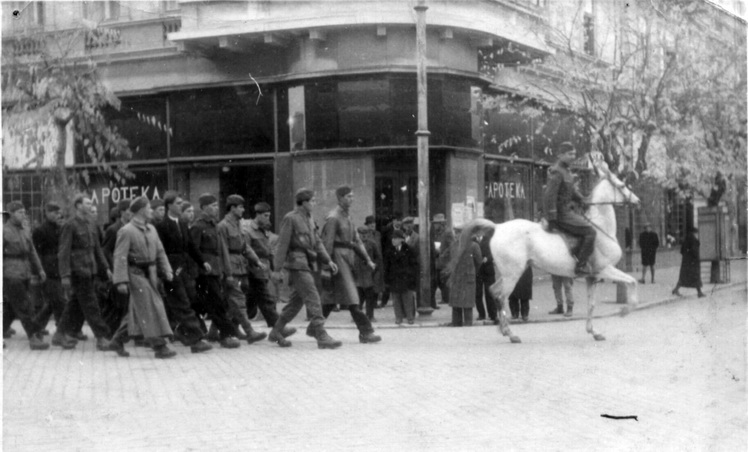
Partyzánské vojsko obsadilo Subotici v roce 1944.

Po dubnové válce se Maďarsko velmi rychle rozhodlo město získat, stejně jako velkou část ztracených zemí, zpět. Dne 12. dubna 1941 obsadila Subotici a další města v regionu maďarská armáda.
Místní židovská komunita byla z města vyhnána a transportována do koncentračních táborů po celé Evropě. Z místních 6 000 Židů bylo vyhlazeno v táborech 5 000.
Dne 10. října 1944 bylo po závěrečných bojích o místní nádraží město obsazeno jednotkami partyzánů a Rudé armády.

## Poválečný rozvoj
V socialistické Jugoslávii se stala Subotica součástí Autonomní oblastí Vojvodina a úředními jazyky byly srbochorvatština a maďarština.
V rámci socialistické ekonomiky byly místní podniky znárodněny a nové zbudovány. Dominantními zaměstnavateli v Subotici se staly firmy Sever, Sigma, Bratstvo a Partizan, vyráběny byly různé elektronické přístroje, polotovary pro zpracování kovů. Rozvíjel se také kožedělný průmysl. Významnou pozici zde měl také potravinářský průmysl, především díky velmi dobrým zemědělským podmínkám na území dnešní Vojvodiny obecně. V roce 1986 bylo historické centrum města prohlášeno za památkově chráněnou zónu. Byla rovněž uskutečněna i nová výstavba. V prostoru severně od centra města byla zbudována nová místní část – Radijalac s monumentální třídou Aleja Mašala Tita. Další výškové budovy vznikly na jihu města, v lokalitě u parku Prozivka.
V roce 1974 byl ukončen provoz tramvají.
V 90. letech do Subotice přišli mnozí váleční uprchlíci z konfliktů v Chorvatsku, Bosně a Hercegovině a Kosovu, čímž se zvýšil podíl srbského obyvatelstva ve srovnání s místním maďarským prvkem.